# Kartel
Et kartel er en gruppe af virksomheder, hvis mål er at begrænse konkurrence og udbud for at kunne hæve priserne på virksomhedernes produkter og skabe en større indtjening. Karteldannelse er i dag forbudt ifølge konkurrencelovgivningen i de fleste lande, men da der kan være store økonomiske fordele ved at danne et kartel, er der mange eksempler på karteldannelse. Ifølge international forskning fører karteller i gennemsnit til, at priserne stiger med ca. 20 %. Konkurrence- og Forbrugerstyrelsen i Danmark mener, at karteller typisk fører til overpriser på mellem 10 og 50 %. Karteller kan være ustabile, da der kan være kraftige incitamenter for de enkelte medlemmer til at snyde og sælge mere end de af kartellet fastsatte kvoter - et klassisk dilemma indenfor mikroøkonomisk spilteori. 
Karteller eksisterer i mange brancher og tager forskellige former. Karteller kan dele markedet geografisk imellem sig, lave aftaler for en minimumspris, lave kvoteaftaler eller koordinere tilbudsgivning.

## Historie
Karteldannelse blev et udbredt i den industrialiserede verden mod slutningen af 1800-tallet og begyndelsen af det 20. århundrede. I Europa var især Tyskland præget af karteldannelser. I 1910 var der omkring 700 karteller i den tyske industri. 20 år senere var tallet vokset til 3.000. I USA opstod kartellignende truster, der samlede styringen (men ikke ejerskabet) af konkurrerende virksomheder under fælles administration. Standard Oil, som blev stiftet af John D. Rockefeller, er et klassisk eksempel på sådan en trust.
I EU er der sket et markant skift i behandlingen af kartellignende foretagende efter efter vedtagelsen af Fællesakten i 1986 og med indførelsen af EU's indre marked. Disse begivenheder førte til, at EU-Kommissionen begyndte at føre en langt mere aktiv konkurrencepolitik.

## Kartelvirksomhed i Danmark
I Danmark har der eksisteret karteller langt tilbage i tiden. Til slutningen af 1990'erne. var karteller lovlige, og det meste af den danske industri var omfattet af dem. Også i nyere tid har en lang række danske virksomheder optrådt i kartelsager. Det gælder bl.a. toneangivende virksomheder som Carlsberg, Danfoss, FLSmidth og A.P. Møller - Mærsk.
Middelalderens lav fungerede som karteller. Med liberalismens stigende indflydelse i 1800-tallet og næringslovens vedtagelse i 1857 blev lavsvæsenet afskaffet. I første omgang medførte disse ændringer og den begyndende industrialisering en hård konkurrence mellem virksomhederne. Det førte imidlertid til virksomhedslukninger og fusioner og derefter til udbredt karteldannelse mellem de overlevende virksomheder. Den fremtrædende danske erhvervsmand C.F. Tietgen spillede en fremtrædende rolle i denne proces. Han har i den historiske forskning har fået æren for, at "kartelliseringen og trustdannelsen fik så relativt stor betydning for den danske industri allerede i dens første udviklingsfase. Der er grund til at antage, at de spillede en forholdsvis større rolle her end i noget andet land før 1880."
Den første kartellov i Danmark var loven om prisaftaler fra 1937. Den forbød ikke karteller, men pålagde virksomheder, der deltog i kokurrencebegrænsende aftaler, at anmelde dem til det samtidigt oprettede Priskontrolråd. En oversigt fra 1950 viser, at der var ca. 500 registrerede karteller i den danske industri. Et tilsvarende antal var registreret i det øvrige erhvervsliv. Fx var der en række registrerede kartelaftaler mellem banker og sparekasser.
I 1955 blev der i Danmark vedtaget en monopollov på baggrund af en udredning af Trustkommissionen med en ekspertgruppe nedsat af Rigsdagen i 1949. Med loven blev Monopoltilsynet oprettet, der skulle føre tilsyn med kartellerne og øvrige konkurrencebegrænsende aftaler. Monopoltilsynet regulerede i nogle tilfælde priserne, men gjorde generelt ikke noget for at hindre karteldannelse. Det ændrede sig først i 1990'erne, hvor der skete et afgørende skift i dansk konkurrencepolitik, i høj grad foranlediget af udviklingen i EU. Inspireret af den vedtog Folketinget i 1997 en ny konkurrencelov, hvori det for første gang blev fastslået, at konkurrencebegrænsende aftaler som udgangspunkt var forbudt. Samtidig skiftede Monopoltilsynet navn til Konkurrencestyrelsen (i dag Konkurrence- og Forbrugerstyrelsen), fik ny direktør og ændrede fundamentalt karakter til en organisation med en betydeligt skarpere profil end tidligere.
Siden 1997-loven er lovgivningen ændret flere gange i retning af at give Konkurrencestyrelsen flere beføjelser til at efterforske mistanker om lovovertrædelser, ligesom straffene for at bryde loven er blevet skærpet. I 2013 blev det muligt at idømme fængselsstraf for større overtrædelser af konkurrencelovgivningen. Danmark har siden 2007 igen inspireret af forholdene i EU tilbudt straflempelse for det første kartel-medlem, der afslører kartellet for myndighederne.

### Større danske kartelsager
To store danske kartelsager i 1990'erne var optrevlingen af elkartellet "Elmer" og VVS-firmaer kendt som "Jermer". 
Elfo, elinstallatørernes landsforening, spillede en fremtrædende rolle i koordineringen af kartellets aktiviteter. Elmer blev afsløret, fordi ledelsen i Danpro, en ny virksomhed, nægtede at indordne sig og i 1998 fortalte journalister fra Børsens Nyhedsmagasin om kartellet. Efter optrevlingen modtog 204 virksomheder bøder på omkring 25 mio. kr. 
Elmer omfattede i alt henved 1.000 elinstallatørvirksomheder, der i større eller mindre grad deltog i kartellets aktiviteter, der gik ud på systematisk at koordinere de tilbud, som medlemmerne afgav på projekter. Målt på antallet af virksomheder var Elmer et af verdenshistoriens største karteller. 
Jermer var et tilsvarende tilbudskartel i VVS-branchen, der havde eksisteret i årtier inden afsløringen i 2005, og som over 100 virksomheder deltog i. Det blev afsløret af en journalist på Berlingske, Søren Domino, som blev kontaktet af en insider.
I 2009 begyndte konkurrencemyndighederne efterforskningen af en række mestergrise i den storkøbenhavnske byggebranche i en sag, der blev kendt som "det store byggekartel". Der var tale om virksomheder, der i en årrække havde lavet aftaler i forbindelse med licitationer. Myndighederne havde omkring 60 byggevirksomheder i søgelyset, men rejste kun tiltale mod 33. I efteråret 2016 havde i alt 20 virksomheder erklæret sig skyldige og betalt bøder, en enkelt på 10 mio. kr. - den største bøde i en dansk kartelsag. SAS og Danfoss har dog fået større bøder i europæiske kartelsager, hvor de hver måtte betale flere hundrede millioner kr.

## Andre betydninger af ordet
Ordet bruges også om andre former for sammenslutninger af forskellige interessenter. I Danmark om sammenslutninger af fagforbund, der fører fælles overenskomstforhandlinger, synonymt med ordet centralorganisation som BAT-Kartellet og Sundhedskartellet. 
En sammenslutning af råvareproducerende lande kan danne et kartel for at skaffe højere priser for deres produkter. Det mest berømte eksempel  er  OPEC.
I Latinamerika omtales sammenslutninger af kriminelle, især indenfor narkotikahandel som Guadalajara-kartellet. som karteller ,